# Antonio Franchi
Antonio Lucchese Franchi (14 de julio de 1638 - 18 de julio de 1709) fue un pintor italiano del siglo XVII, activo principalmente en Florencia y Lucca. Nacido en Villa Basílica, fue conocido como también Il Lucchese. 
Inicialmente se formó en Lucca con Domenico Ferrucci, trasladándose durante una década (1655-1667) a Florencia para trabajar con Felice Ficherelli y Baldassare Franceschini. Retornó a Lucca durante siete años y, a continuación, regresó a Florencia, donde trabajó primero bajo el patrocinio de los Strozzi, y después de los Médici. 
En 1683 fue admitido en la Accademia dell'Arte del Disegno. Murió en Florencia. 
Sus pinturas tienen la frescura de la porcelana de diseño, característica de Carlo Dolci, y la sensualidad de Francesco Furini. 

## Obra

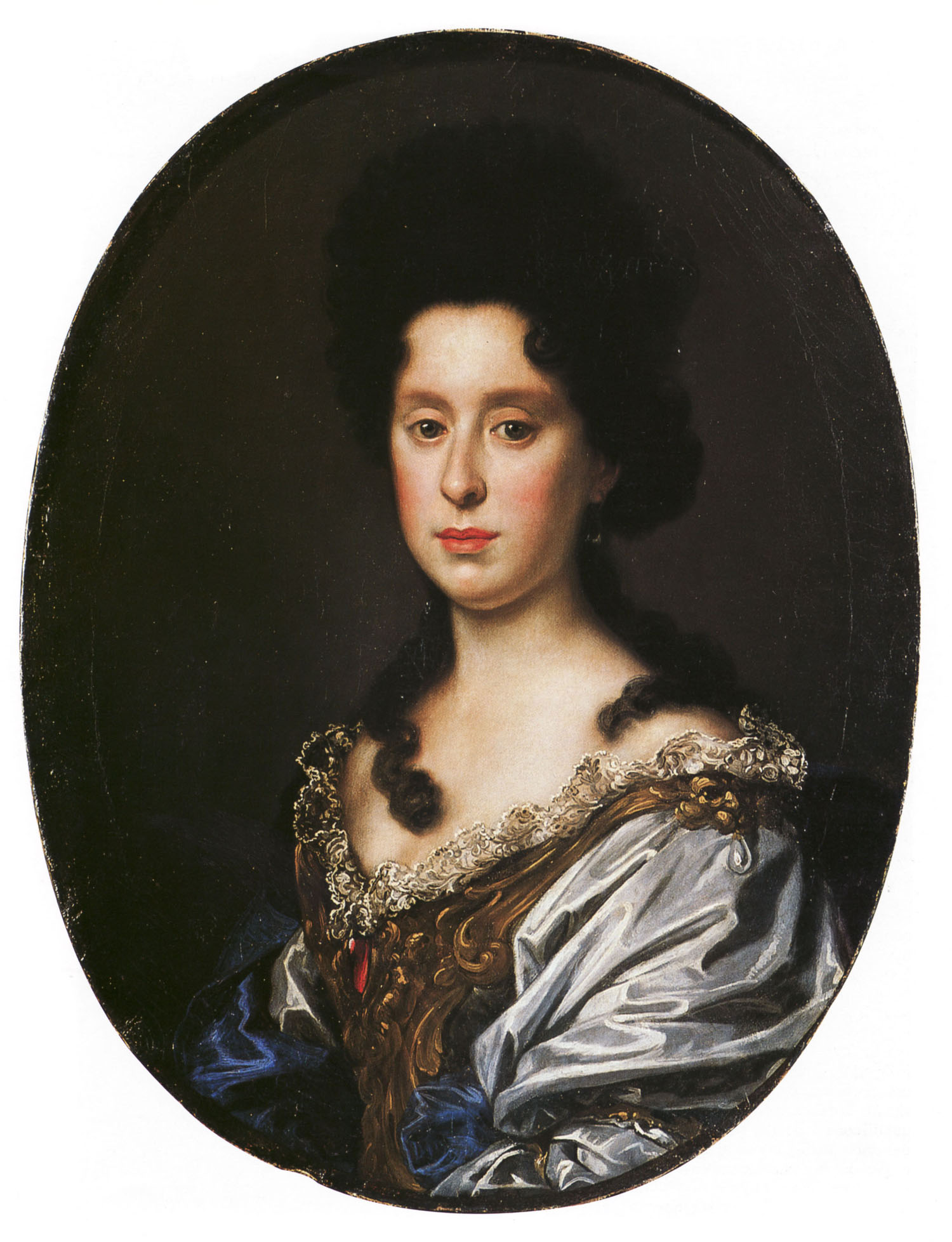
Ana María Luisa de Médici, 1690.

- San Giovanni Gualberto, capilla de la Iglesia de la Abbazia di Vallombrosa.
- Madonna e Bambino, en la Iglesia de Montopoli in Val d'Arno.
- Ana María Luisa de Médici, (1690)
- Venere e gli amori, Galleria Palatina, Florencia.
- Personification of Music (St Cecilia), (c. 1650), colección privada.